# Гуґо фон Зелігер
Гуґо фон Зелігер (нім. Hugo von Seeliger; 23 вересня 1849, Бяла, нині Бельсько-Бяла, Польща, — 2 грудня 1924, Мюнхен) — німецький астроном, спеціаліст з зоряної астрономії, астрофізики і небесної механіки.

## Життєпис
Родився в Бяла (нині Бельсько-Бяла, Польща). Освіту здобув у Гейдельберзькому університеті, потім навчався в Лейпцигу. У 1873—1877 працював спостерігачем в Боннській обсерваторії, потім приват-доцентом в Лейпцигу. У 1881 — директор обсерваторії в Готі, з 1882 — професор астрономії і директор обсерваторії Мюнхенського університету.
Основні наукові роботи відносяться до зоряної астрономії. У Боннській обсерваторії брав участь у позиційних спостереженнях зірок для каталогу AGK; будучи учасником експедиції на Оклендські острови, спостерігав проходження Венери по диску Сонця. У 1884—1909 на основі зоряного каталогу «Боннський огляд» виконав перші статистичні дослідження просторового розподілу зірок. Першим розвинув відповідний математичний апарат, вивів інтегральне рівняння, що визначає світність і зоряну щільність через відоме з підрахунків число зірок до даної величини. Сформулював теорему, що носить його ім'я, згідно з якою при відсутності міжзоряного поглинання і рівномірному розподілі зірок у просторі число зірок до цієї величини при переході від однієї величини до наступної зростає в 3,98 раза. Виходячи з цієї теореми і спираючись на підрахунки зірок до 13,5 m, побудував в 1920 свою модель Чумацького Шляху — сфероїд розміром 14400 × 3300 пк з Сонцем в центрі, оцінив середнє значення поглинання світла в міжзоряному просторі — 0,3 зоряної величини на 4000 пк (це значення дуже занижене, нині його приймають рівним приблизно 1,6 зоряної величини на 1000 пк).
Зелігер сформулював один з космологічних парадоксів — гравітаційний. Він полягає в тому, що згідно з ньютонівською теорією тяжіння в нескінченному Всесвіті при нескінченно великій її масі сила тяжіння не має певної кінцевої величини. Цей парадокс знаходить свій розв'язання в теорії тяжіння Ейнштейна, а також у визнанні ієрархічності будови Всесвіту.
Виходячи з теорії Максвелла, за якою кільця Сатурна складаються з окремих дрібних частинок, Зелігер прийшов до висновку, що внаслідок взаємних затемнень та екранування часток одна одною альбедо кілець має бути максимальним в опозиції і зменшуватися при інших фазових кутах. Подальші фотометричні дослідження кілець показали, що їхня яскравість змінюється згідно з формулою Зелігера, і тим самим підтвердили справедливість теорії Максвелла. Намагався пояснити рух перигелію Меркурія та інші нев'язки в русі внутрішніх планет гравітаційним впливом міжпланетного речовини, що викликає явище зодіакального світла, і розрахував необхідні для цього щільність і розміри хмари міжпланетного речовини. Запропонував гіпотезу, згідно з якою спалахи нових відбуваються при зустрічах зірок з рухомими туманностями. Досліджував подвійні і кратні зірки.
Іноземний член-кореспондент Петербурзької АН (1913), голова Німецького астрономічного товариства (1896—1921).
За заслуги в астрономії був підведений у дворянську гідність. Місячний кратер «Зелігер» названий на його честь.